# Campos (piłkarz)
Cosme da Silva Campos (ur. 21 grudnia 1952 w Pedro Leopoldo) – brazylijski piłkarz, występujący podczas kariery na pozycji napastnika.

## Kariera klubowa
Roberto Batata karierę piłkarską rozpoczął w klubie Clube Atlético Mineiro, gdzie grał w latach 1970–1971. Z Atlético Mineiro zdobył mistrzostwo stanu Minas Gerais – Campeonato Mineiro w 1970 oraz mistrzostwo Brazylii 1971. W latach 1971–1972 był zawodnikiem Caxias Joinville, Caldense Poços de Caldas i Nacionalu Manaus. W latach 1972–1976 był występował ponownie w Atlético Mineiro, z którym zdobył drugi tytuł mistrza stanu Minas Gerais w 1976 roku.
W 1976 roku przeszedł do Guarani FC, w którym grał do 1977 roku. Kolejnym jego klubem było Náutico Recife, w którym grał w latach 1977–1979. Na początku lat osiemdziesiątych Campos występował m.in. Américe Belo Horizonte, Santosie FC i Operário Campo Grande, z którym zdobył mistrzostwo stanu Mato Grosso do Sul – Campeonato Sul-Matogrossense w 1981 roku. W ostatnich latach kariery grał w kilku klubach. Największy sukces osiągnął z Operário Várzea Grande, z którym zdobył mistrzostwo stanu Mato Grosso – Campeonato Matogrossense w 1985 roku. Karierę zakończył w klubie São José EC w 1989 roku.

## Kariera reprezentacyjna
Roberto Batata ma za sobą powołania do reprezentacji Brazylii. W 1975 roku wystąpił w Copa América 1975. Na turnieju wystąpił we wszystkich sześciu meczach Brazylii z: reprezentacją Wenezueli (debiut w reprezentacji 30 lipca 1975), Argentyną, Wenezuelą (bramka), Argentyną oraz z Peru (bramka). Ogółem w reprezentacji rozegrał 5 meczów i strzelił 2 bramki.